# Heilig Kreuz (Affecking)

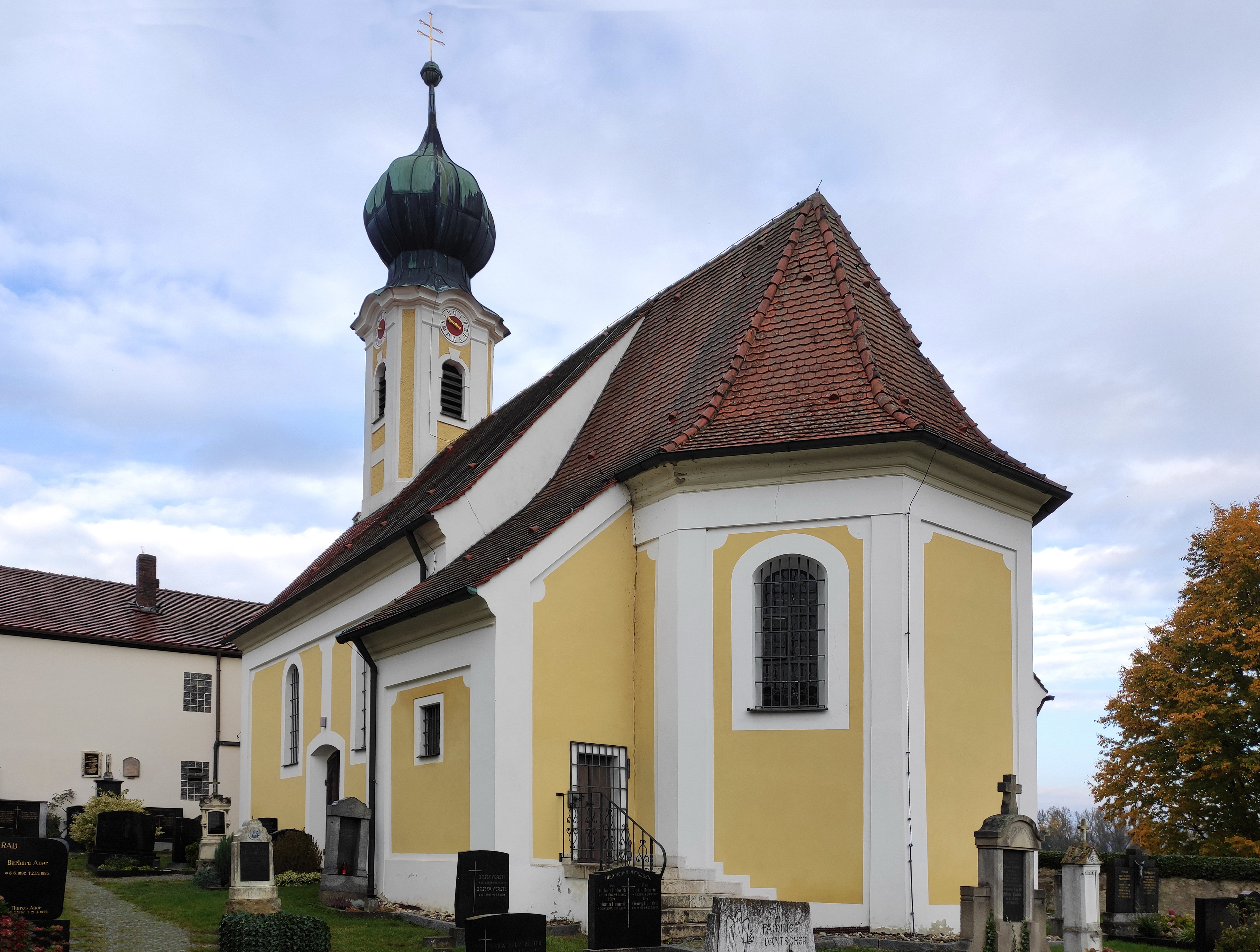
Heilig Kreuz in Affecking

Die römisch-katholische Friedhofskirche Heilig Kreuz, die ehemalige Pfarrkirche, steht in Affecking, einem Gemeindeteil der Kreisstadt Kelheim in Niederbayern. Sie ist in der Liste der Baudenkmäler in Kelheim als Baudenkmal unter der Nr. D-2-73-137-132 eingetragen. Die Kirche gehört zum Dekanat Kelheim im Bistum Regensburg.

## Beschreibung
Die barocke Saalkirche wurde 1701 anstelle des spätgotischen Vorgängerbaus errichtet. Sie besteht aus dem Langhaus zu zwei Jochen und dem eingezogenen, dreiseitig geschlossenen Chor im Osten, der beidseitig von Sakristeien flankiert wird. Über der Fassade im Westen erhebt sich ein Dachreiter mit  Zwiebelhaube und Turmuhr.
Das Langhaus ist mit einer Flachdecke überspannt, der Chor von einem Kreuzgewölbe. Der Hochaltar wurde um 1720/30 gebaut. Zentrales Bild zwischen je einer gewendelten und einer glatten Säule ist das Gemälde einer Kreuzigungsgruppe vor dunklem Hintergrund. Links und rechts an dem Altar stehen Statuen des heiligen Emmeram von Regensburg und des heiligen Erasmus von Antiochia.  